# 1231 w literaturze
Wydarzenia literackie w 1231 roku.

## Zmarli
- Abd al-Latif al-Baghdadi, historyk arabski (ur. 1162)